# Hasan Nasrala
Hasan Nasrala (arabsko حسن نصر الله, latinizirano: Ḥasan Naṣr-Allāh), libanonski klerik, politik, od februarja 1992 do njegovega atentata septembra 2024 generalni sekretar šiitske islamistične politične stranke in milice Hezbolaha, * 31. avgust 1960, Burdž Hamud, Libanon, † 27. september 2024, Dahija, Libanon.
Nasrala se je rodil leta 1960 v šiitski družini v predmestju Bejruta, sekundarno izobrazbo končal v Tiru, kjer se je za kratek čas pridružil gibanju Amal, nato pa šolanje nadaljeval v šiitskem semenišču v Baalbeku. Kasneje je študiral in poučeval na amalski šoli. Nasrala se je pridružil Hezbolahu, ki je bil ustanovljen za boj proti izraelski invaziji na Libanon leta 1982. Po kratkem obdobju verskega študija v Iranu se je vrnil v Libanon in postal vodja Hezbolaha, potem ko je bil njegov predhodnik Abas al-Musavi leta 1992 ubit v izraelskem zračnem napadu.
Pod Nasralovim vodstvom je Hezbolah pridobil rakete z daljšim dosegom, kar mu je omogočilo, da je lahko napadel severni Izrael. Potem ko je Izrael med 18-letno okupacijo južnega Libanona utrpel velike izgube, je leta 2000 umaknil svoje sile, kar je močno povečalo priljubljenost Hezbolaha v regiji in okrepilo njegov položaj v Libanonu. Hezbolah je Nasralo v medijih prikazoval kot karizmatičnega avtoritetnega voditelja, čeprav je bila ta podobo večkrat oslabljena, na primer zaradi njegove podpore nepriljubljenemu sirskemu režimu leta 2013 in zaradi arabskih medijev, ki so jih podpirale zalivske države. Vloga Hezbolaha pri napadu na izraelsko obmejno patruljo pred libanonsko vojno leta 2006 je bila predmet lokalnih in regionalnih kritik, čeprav je konec vojne Nasrala prikazal kot libanonsko in arabsko zmago. Med sirsko državljansko vojno se je Hezbolah boril na strani sirske vlade proti, kakor jih je imenoval Nasrala, »islamskim skrajnežem«. Po napadu Hamasa na Izrael 7. oktobra se je Nasrala odločil za sodelovanje v konfliktu in sprožil napade na Izrael, kar je privedlo do konflikta med Izraelom in Hezbolahom, ki je prizadel obe strani meje.
27. septembra 2024 so Izraelske obrambne sile sporočile, da je njihovo letalstvo napadlo glavni sedež Hezbolaha z namenom atentata na Nasralo. Naslednji dan je Hezbolah potrdil njegovo smrt.

## Življenjepis
Hasan Nasrala se je rodil kot najstarejši izmed 9 otrok v šiitski, a ne zelo verni družini. Leta 1975, ko je izbruhnila libanonska državljanska vojna, se je družina morala umakniti iz Bejruta v južnolibanonsko vas Bazurije, od koder izhajajo njeni predniki. Tam se je pridružil šiitskemu gibanju Amal. Iz Libanona je kmalu odšel v iraški Nadžaf, kjer je študiral na tamkajšnjem šiitskem semenišču. Leta 1978 je sunitska iraška oblast izgnala tuje šiitske verske dostojanstvenike in študente, Hasan se je tako vrnil v Libanon, kjer je študiral in predaval na šoli voditelja Amala Abasa al-Musavija.
Ob izraelskem vdoru v Libanon leta 1982 je skupaj z al-Musavijem zapustil Amal in se pridružil novo ustanovljenemu Hezbolahu, ki je zastopal radikalnejša stališča. Ko je bil februarja 1992 al-Musavi skupaj z družino ubit v izraelskem helikopterskem napadu, je iranski ajatola Ali Hamnei (Iran je bil vedno eden glavnih podpornikov Hezbolaha) zaprosil Nasralo, naj al-Musavija nasledi na mestu generalnega sekretarja Hezbolaha. Pod njegovim vodstvom je Hezbolah postal resen nasprotnik izraelske vojske v južnem Libanonu, na leto mu je uspelo ubiti približno dva ducata izraelskih vojakov, kar je leta 2000 prepričalo Izrael k umiku iz severen sosede. Po tem umiku, ki ga v večjem delu Libanona slavijo kot zmago, se mu je z Izraelom uspelo dogovoriti o obširni izmenjavi vojnih ujetnikov in trupel padlih v bojih. Skupaj z vrhom Hezbolaha je zavzel stališče, da se Izrael kljub drugačni razsodbi OZN še ni popolnoma umaknil iz Libanona (sporno je območje nekaterih zemljišč pri vasi Šeba), zato je pozival k nadaljnjemu odporu proti izraelski okupaciji. 
Nasrala je skupaj z ženo in tremi otroki živel v južnem delu Bejruta. Domnevno je spremljal dogajanje v izraelski politiki in naj bi prebral Šaronovo avtobiografijo ter Netanjahujevo Prostor pod Soncem. 
Ko so po atentatu na nekdanjega premiera Rafika Haririja izbruhnile množične protisirske demonstracije, je, zavedajoč se, da je Sirija pomembna podpornica Hezbolaha, organiziral več množičnih shodov v podporo Siriji in proti tujemu vmešavanju.
Konec septembra 2024 so ga Izraelci ublili med raketnim napadom na poveljstvo Hezbolaha skupaj s še nekaterimi sodelavci.
20. oktobra 2024 je bil na njegov položaj imenovan njegov dolgoletni namestnik Naim Kasem . 

### Govori in intervjuji
- Govor 26. maja 2008
- Intervju 11. avgusta 2007
- Intervju Al-Jazeera 20. julija 2006
- Govor 8. avgusta 2006
- Govor 3. avgusta 2006
- Govor 31. julija 2006
- Govor 14. julija 2006
- Govor 8. marca 2005
- Intervju z Al-Jazeera
- The Beirut File: An Interview with Hassan Nasrallah by Mahir Tan (maj 2003)

| Funkcije v političnih strankah | Funkcije v političnih strankah         | Funkcije v političnih strankah       |
| ------------------------------ | -------------------------------------- | ------------------------------------ |
| Predhodnik: Abas al-Musavi     | Generalni sekretar Hezbolaha 1992–2024 | Naslednik: Naim Kasem (predsedujoči) |